# 格雷戈·金尼爾
格雷戈·金尼尔（英語：Gregory "Greg" Kinnear，1963年6月17日—）是美國的一位演員。他出演過多部電影和電視，其中著名的作品有盡善盡美、龍鳳配、電子情書、愛情狂、勇士們、小太陽的願望、綠區等。

## 外部連結
- 格雷戈·金尼爾在互联网电影资料库（IMDb）上的資料（英文）
- . （原始内容存档于2008-02-11）.
- Greg interview on WHO.com Archive.today的存檔，存档日期2012-12-10

1. ↑  http://www.bjnews.com.cn/ent/2020/02/26/695298.html